# Gérard z Ridefortu

Erb Gérarda z Riderfortu

Gérard z Ridefortu († 4. října 1189) byl v letech 1185 až 1189 velmistrem řádu templářů.

## Ve Svaté zemi
Byl nejspíše vlámského nebo normanského původu a do Palestiny se dostal někdy na počátku 70. let 12. století. Byl velmi ctižádostivý a svéhlavý, avšak zpočátku své ambice s řádem vůbec nespojoval. Vstoupil do služeb jeruzalémského krále a v roce 1179 je uváděn jako maršálek jeruzalémského království.
Jeho další osudy velmi ovlivnila roztržka s tripoliským hrabětem Raymondem II. Ten mu totiž přislíbil udělit v léno město Botron. Když však v roce 1180 zemřel botronský pán Vilém bez mužského dědice, přiřkl Raymond panství nikoliv Gérardovi, nýbrž jakémusi kupci z Pisy. Na to Gérard nikdy nezapomněl.

## Templářem
Brzy nato vstoupil do templářského řádu a jeho kariéra začala nabírat na obrátkách. Roku 1183 se stal senešalem a o dva roky později dokonce velmistrem. To bylo v době, kdy vrcholily stranické spory, které sužovaly křižácké státy.
Nemocný jeruzalémský král Balduin IV. určil za svého nástupce svého synovce Balduina V. a pro případ, kdy by tento, protože byl ještě malým dítětem, zemřel, ustanovil regentem království Raymonda z Tripolisu s tím, že nového krále by měli vybrat anglický a francouzský král spolu s císařem a papežem. Když však v září 1186 Balduin V. zemřel, korunu s Gérardovým přispěním uchvátila Balduinova sestra Sibyla a novým králem se stal Guy z Lusignanu. Vytvořily se tak dvě hlavní strany, které mezi sebou v dalších letech soupeřily. První kolem krále Guye, na jejíž stranu se přidal i Gérard a druhá kolem Raymonda z Tripolisu.

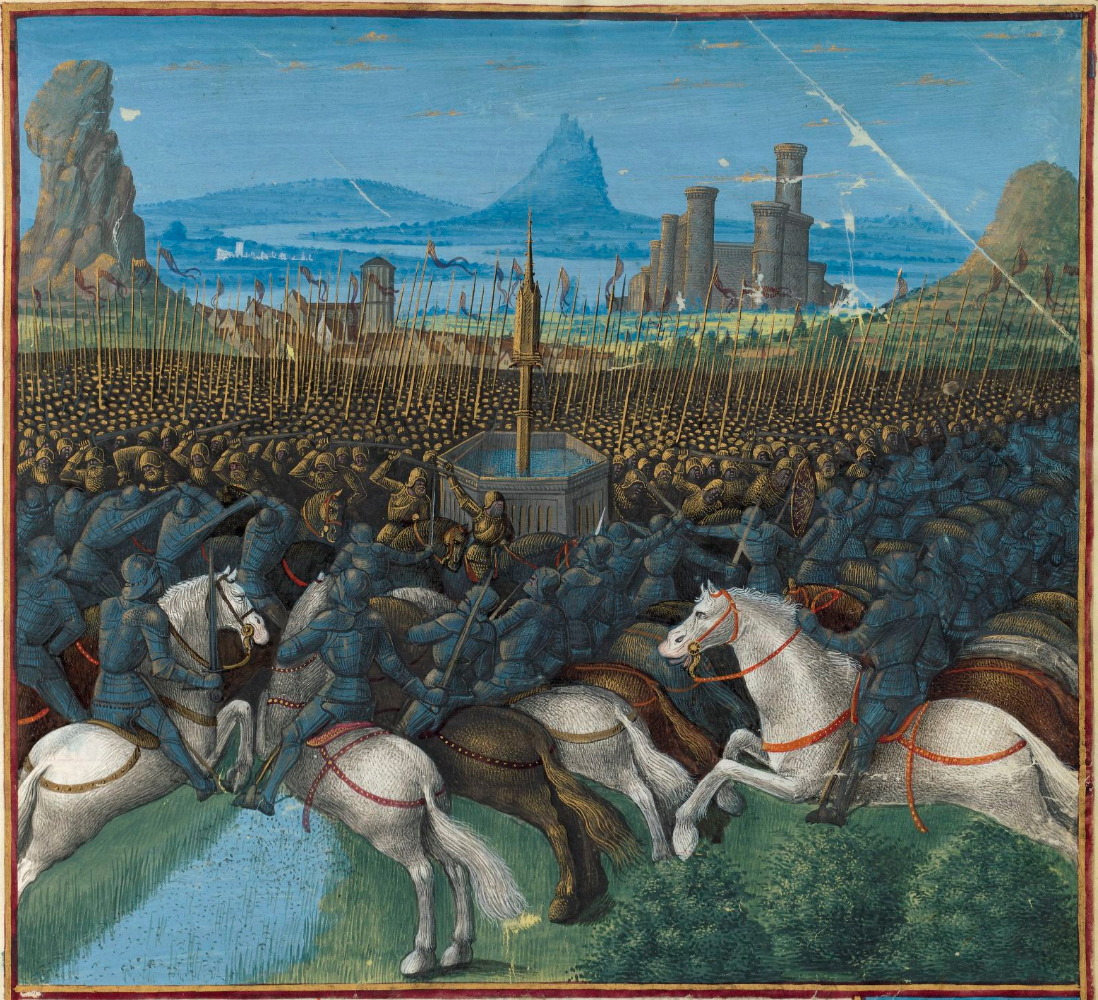
Bitva u Hattínu (středověká iluminace)

V zimě 1186-87 přiměl Gérard krále, aby zbraněmi donutil Raymonda k míru. Ten na to zareagoval vyjednáváním o příměří s muslimským vládcem Saladinem. Přímé konfrontaci zabránila snaha Baliana z Ibelinu, který přiměl krále, aby vyslal k Raymondovi vyjednavače. Členem tohoto poselstva byl i Gérard z Ridefortu. Mezitím Saladin vyslal do tripolského hrabství s Raymondovým souhlasem průzkumnou hlídku. Když se o tom Gérard dozvěděl, ihned dal poslat pro posily, aby se s nimi střetl. Ačkoliv muslimů bylo asi 7000 a křesťanů jen 140, nedbal Gérard rad k ústupu a 1. května zaútočil. Tato bitva se označuje jako bitva u Cressonských pramenů a pro křesťany skončila strašlivým masakrem. Z bitvy vyvázl pouze zraněný Gérard a dva templáři.
Saladin mezitím shromažďoval síly k velkému útoku na Jeruzalémské království. Křesťanské vojsko se soustředilo v Akkonu, kde s k němu přidal i uzdravený Gérard. Král Guy pak 2. července 1187 zaujal s armádou obranné postavení u města Seforie. Saladinovi se podařilo obsadit Tiberiadu, město hraběte Raymonda, kde zůstala uvězněna jeho žena. Hrabě přesto králi radil, aby zůstal tam, kde je, protože Saladinovo vojsko je příliš silné. Gérard, pravděpodobně jen kvůli nenávisti k Raymondovi, však krále přiměl, aby opustil výhodné postavení a pochodoval vstříc Saladinovi. Křesťanské vojsko se 4. července dostalo do pasti na vyprahlé pláni u Hattínu a bylo naprosto poraženo. Uniknout se podařilo jen hrstce křižáků. Král Guy, Gérard z Ridefortu a další přední muži padli do zajetí. Saladin nechal všechny zajaté templáře pobít, s výjimkou Gérarda, kterého v září 1187 propustil výměnou za templářský hrad v Gaze. O rok později byl propuštěn i král Guy.
Poslední Gérardovou akcí byla snaha dobýt zpět pevnost Akkon, který Saladin získal necelý týden po bitvě u Hattínu, avšak stejně jako většina jeho předchozích válečných akcí, i tato skončila neúspěchem. Navíc za něj zaplatil svým životem. Padl v boji nedaleko města 4. října 1189.